# إيزاك فان دير ميرفي
إيزاك فان دير ميرفي (بالإنجليزية: Izak van der Merwe)‏ مواليد 26 يناير 1984 في جوهانسبرغ، هو لاعب كرة مضرب جنوب أفريقي بدأ مسيرته كمحترف سنة 2005 يلعب باليد اليمنى ويحتل حالياً المرتبة رقم. 2067 (25 أغسطس 2014) في تصنيف رابطة محترفي كرة المضرب. أعلى تصنيف له في الفردي كان المركز الـ 113 في سنة 2011.

## روابط خارجية
- إيزاك فان دير ميرفي على موقع رابطة محترفي التنس (الإنجليزية)
- إيزاك فان دير ميرفي على موقع الاتحاد الدولي لكرة المضرب (الإنجليزية)
- إيزاك فان دير ميرفي على موقع كأس ديفيز (الإنجليزية)
- إيزاك فان دير ميرفي على موقع خلاصة التنس.كوم (الإنجليزية)